# Listă de filme românești din 1972
Aceasta este o listă de filme românești din 1972:

## Lista
| Premiera mondială | Titlu                                   | Studio | Distribuție, echipa tehnică | Gen | Ref. |
| ----------------- | --------------------------------------- | ------ | --------------------------- | --- | ---- |
|                   | Atunci i-am condamnat pe toți la moarte |        | Sergiu Nicolaescu (regia)   |     |      |
|                   |                                         |        |                             |     |      |